# クバン州

クバン州の地図

クバン州（ロシア語:Кубанская область）は、南ロシアのクバン川沿岸に設置されたロシア帝国の州（オーブラスチ）の1つ。首都はエカテリノダール（現在のクラスノダール）。
ドン軍管州、チェルノモール県、クタイシ県、テレク州、スタヴロポリ県に隣接する。
1860年に設置。1896年にはチェルノモール県が分離したが、ロシア革命後の1918年に、再びチェルノモール県と合併し、クバン・チェルノモール・ソビエト共和国（Кубано-Черноморская Советская Республика）に改編された。その後、スタヴロポリ県、テレク州と合併して、北カフカス・ソビエト共和国（Северо-Кавказская Советская Республика）に再編された。
クバン州の領域は、現在のクラスノダール地方、およびアディゲ共和国に継承されている。